# Кронстрём, Исаак
Исаак Кронстрём (швед. Isaac Cronström; 1661—1751) — голландский военный деятель, главнокомандующий Голландской армией во время войны за Австрийское наследство.

## Биография
Родился 3 июля 1661 года в Авесте (Швеция), сын члена Государственного совета Швеции Исаака Кронстрёма-старшего.
После смерти отца Кронстрём в 1679 году уехал в Европу и в основном жил в Париже. В 1683 году вступил на военную службу во французскую армию. В 1692 году перешёл на голландскую военную службу и принимал участие в войне за испанское наследство.
Позже он находился в составе голландского экспедиционного корпуса, направленного в Шотландию. В 1720 году Кронстрём получил баронский титул. В 1727 году произведён в генералы от инфантерии голландской службы. В 1740—1748 годах принимал участие в войне за австрийское наследство, причём в 1744 году назначен главнокомандующим голландской армией. 5 октября 1744 года российская императрица Елизавета Петровна наградила Кронстрёма орденом св. Александра Невского.
В 1747 году он был отставлен от занимаемых должностей и уволен со службы.
Скончался 3 июля 1751 года в своём имении Немерлар в Брабанте.